# Château de Lugny (Lugny-lès-Charolles)
Le château de Lugny ou domaine de Grammont, est un ancien château fort, reconstruit en 1771, qui se dresse sur la commune de Lugny-lès-Charolles dans le département de Saône-et-Loire, en région Bourgogne-Franche-Comté. Il fut le centre de la seigneurie de Lugny et d'une des quatre baronnies du comté de Charolais.
Le château fait l’objet d’une inscription au titre des monuments historiques par arrêté du 24 septembre 1964. Seul le château lui-même, les façades et toitures des communs, la cour d'honneur avec sa grille et le parc sont inscrits.

## Situation
Le château de Lugny est située dans le département français de Saône-et-Loire sur la commune de Lugny-lès-Charolles, à l'extrémité du plateau dominant l'église du bourg et la vallée de l'Arconce.

## Histoire
À la fin du XIe siècle, il est probablement la possession de Geoffroy, seigneur de Semur-en-Brionnais. Il laisse le château de Lugny ainsi que celui de Cousan-en-Forez à son fils Hugues.
Du XIIIe au XVe siècle, la seigneurie, qui sera érigée en baronnie, appartient aux Damas de Cousan. Le château et la maison forte sont cités en 1366.
En 1427, avec le mariage d'Alips de Cousan et d'Eustache de Lévis, ce dernier se dit seigneur du château de Lugny.
En 1433, la terre est confisquée au bénéfice du chancelier du duc de Bourgogne, Nicolas Rolin, seigneur d'Authumes ; les Lévis ayant pris le parti du roi de France. En 1479, Guillaume Rolin, fils du précédent, restitue leurs biens aux Lévis qui le conserveront jusqu'en 1794, date à laquelle son dernier seigneur Marc-Antoine II de Lévis, capitaine aux Gardes françaises, sera exécuté. En 1771, ce dernier avait fait reconstruire le château.
Le château reste dans la Maison de Lévis à la Révolution : il passe au fils de Marc-Antoine II de Lévis, Antoine Louis de Lévis (1767-1808), mort sans enfant, puis à sa sœur, Antoinette Madeleine de Lévis (1765-1833), mariée avec Guy Henri Joseph de Lévis, marquis de Lévis, puis à leur fils Léo Guy Antoine de Lévis, marquis de Lévis, qui le vend en 1843.
En 1843, le domaine, préservé par ses acquéreurs, est acheté par Charles Edmond Marie, comte de Croix, qui apporte quelques modifications : suppression de l'escalier à vis de la tourelle qui se trouve dans la cour et création d'un escalier droit dans le vestibule d'entrée. Sa fille, Eugénie Louise de Croix (1842-1916) qui hérite de Lugny, épouse le prince Gustave de Croÿ. Marguerite de Croÿ (1869-1950), leur fille ainée, apportera le château, en 1890, à la famille de Grammont, à la suite de son mariage avec Théodule de Grammont (1861-1940), dont les descendants en sont toujours propriétaire.

### Liste des seigneurs de Lugny
Maison de Damas

Armes des Damas.

- Renaud II de Damas, baron de Cousan, seigneur de Lugny, d'Arthun, de Sauvain et d'Urbise, vicomte de Chalon (vers 1235 - 1302).
- Hugues IV de Damas, chevalier, baron de Cousan, seigneur de Lugny, d'Urbise et de Sauvain, son fils (vers 1260 - 1308).
- Amédée de Damas, baron de Cousan, seigneur de Lugny et d'Urbise, son fils (vers 1280 - 1325).
- Hugues V de Damas, baron de Cousan, seigneur de Lugny, de Sauvain et d'Aubière, son fils (vers 1305 - 1348).
- Guy IV de Damas, baron de Cousan, seigneur de Lugny, de La Baume d'Hostun et de Poligny-le-Bois, son fils (1335 - 1408).
- Hugues VI de Damas, baron de Cousan, seigneur de Lugny, son fils (avant 1394 - après 1410).
- Guy V de Damas, baron de Cousan, seigneur de Lugny, son fils (né avant 1414).

Maison de Lévis

Armes des Lévis.

- Eustache de Lévis, baron de Quélus et de Bornac, seigneur de Lugny (marié en 1430 à Alix de Damas, fille d'Hugues VI de Damas).
- Jean I de Lévis, seigneur de Cousan et de Lugny, son fils.
- Jean II de Lévis, seigneur de Cousan et de Lugny, son fils.
- Claude I de Lévis, seigneur de Cousan et de Lugny, son fils (marié en 1541).
- Jacques de Lévis, baron de Cousan et seigneur de Lugny, son fils (marié en 1584).
- Claude II de Lévis, seigneur puis baron de Lugny, son fils (marié en 1638).
- Ponthus de Lévis, baron de Lugny, son fils.
- Jacques de Lévis, baron de Lugny, son frère (marié en 1690).
- Marc-Antoine I de Lévis, baron de Lugny, son fils (1697 - 1767).
- Marc-Antoine II de Lévis, baron, puis comte de Lugny, son fils (1739 - 1794).
- Antoine-Louis de Lévis, comte de Lugny, son fils (1767 - 1808).

## Description
Anciennement le château est décrit comme : « formé de quatre tours et de hautes murailles, un manoir comportant les chambres, une chapelle, une grande tour, un pont-levis et un pont dormant à l'entrée, le tout entouré de fossés ».
La conception du château actuel témoigne de la maîtrise d'un architecte, Edme Verniquet (Châtillon-sur-Seine, 1727 - Paris, 1804), qui, à la demande de Marc-Antoine Ponthus de Lévis, officier du régiment de Picardie, sut faire d'une forteresse médiévale une très belle demeure conforme aux canons du XVIIIe siècle finissant. Du château médiéval on peut encore observer dans les caves des murailles ayant plus de 3 mètres d'épaisseur, des meurtrières et une tour ronde.
À partir d'un château polygonal, un nouvel édifice est créé, comportant un corps central et deux courtes ailes en retour d'équerre vers le nord. Sept pans irréguliers constituent les façades ouest, nord et est, dépourvues de toute ornementation, tandis que les ailes sont implantées en biais, leurs angles extérieurs seuls étant perpendiculaires à la façade principale. En outre, une tour d'escalier carrée, percée au rez-de-chaussée d'une porte à linteau en accolade aux armes des Lévis et des Damas de Cousan, a été incluse dans œuvre, dans la façade sur cour de l'aile est.
Cette façade s'ouvre largement sur une cour dont l'ampleur est accentuée par la présence, de chaque côté d'une avant-cour ouverte, de communs à un seul étage, implantés à l'alignement des murs extérieurs des ailes. Cette avant-cour est close au nord par une grille interrompue en son centre par une porte cochère sans couronnement dont les piliers, en bossages un sur deux, sont surmontés de vases d'ornement et reliés entre eux par une traverse portant un couronnement en fer forgé.
Au-delà, s'allonge une large allée d'arbres qui s'achève à la lisière des prés. Accolée aux communs de l'est et ouvrant sur une terrasse en contrebas, se trouve une orangerie encore en usage. Au nord ouest, au centre de la cour de la ferme, se dresse un haut colombier circulaire. Un potager, cultivé suivant des plans anciens, et un beau parc à l'anglaise complètent cet ensemble.
Le château a conservé son décor intérieur d'origine : dessus-de-porte peints dans deux chambres, grands panneaux à paysages dans la salle à manger, lambris dans la plupart des pièces.

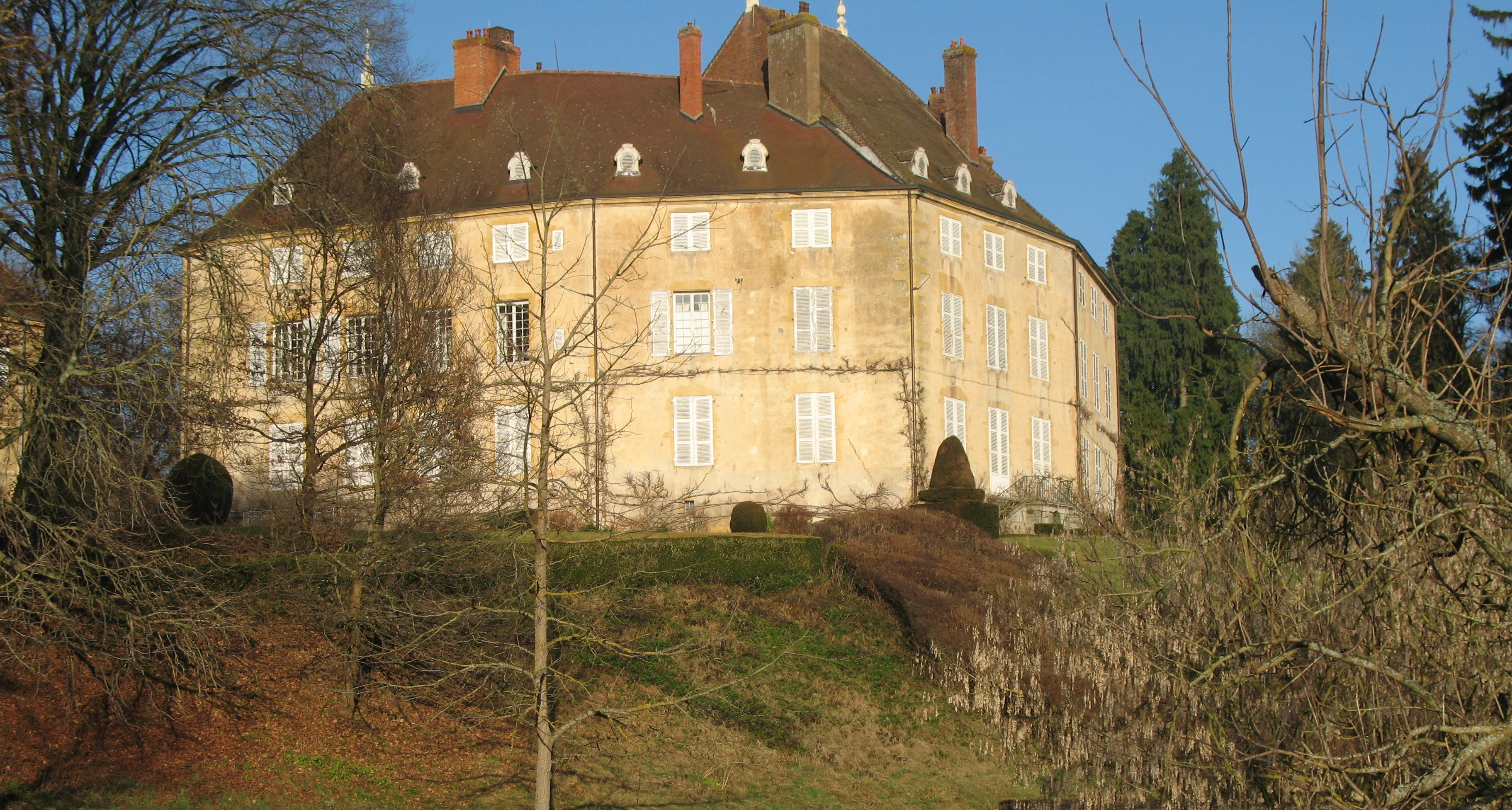
Façade arrière
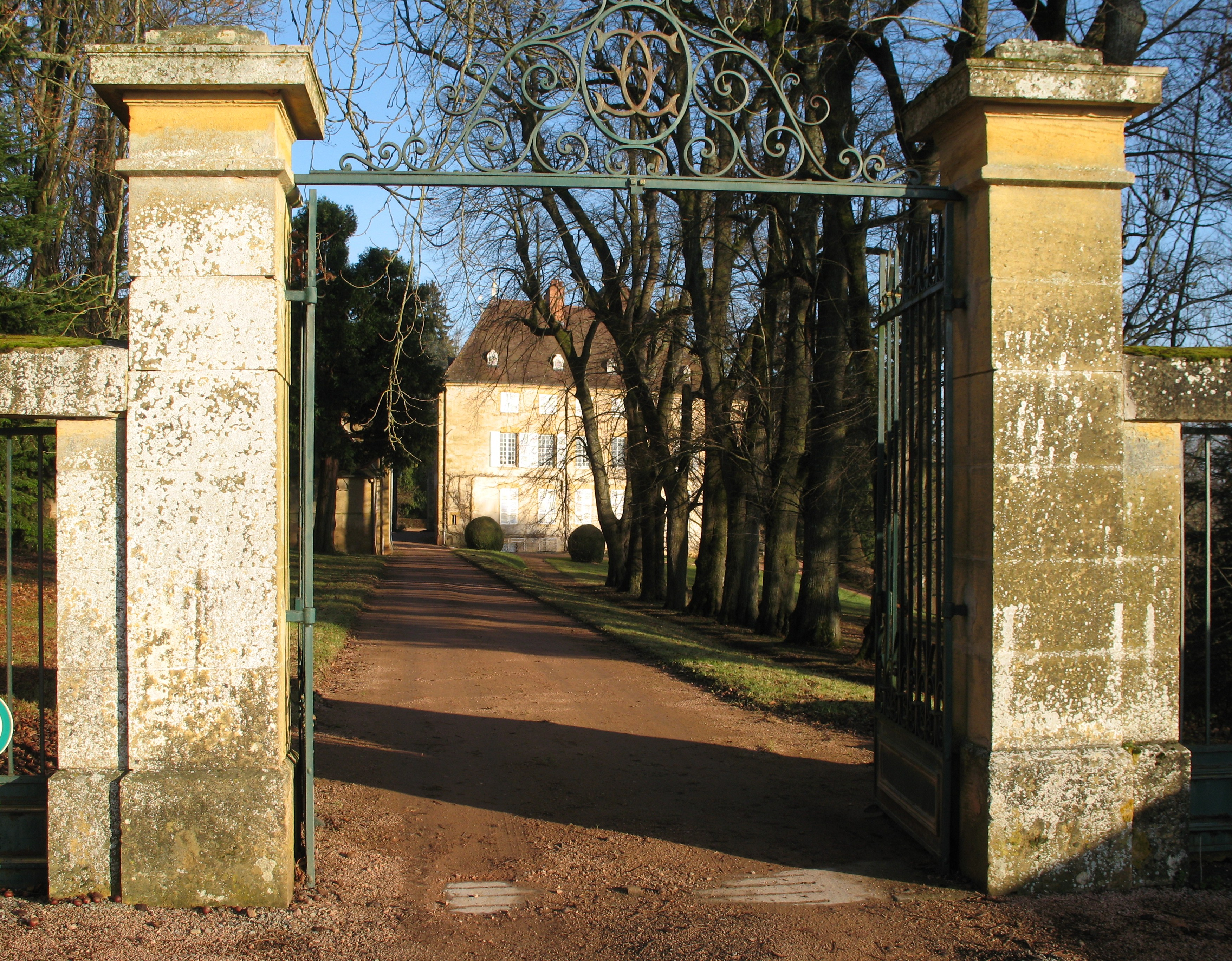
Le château de Lugny.
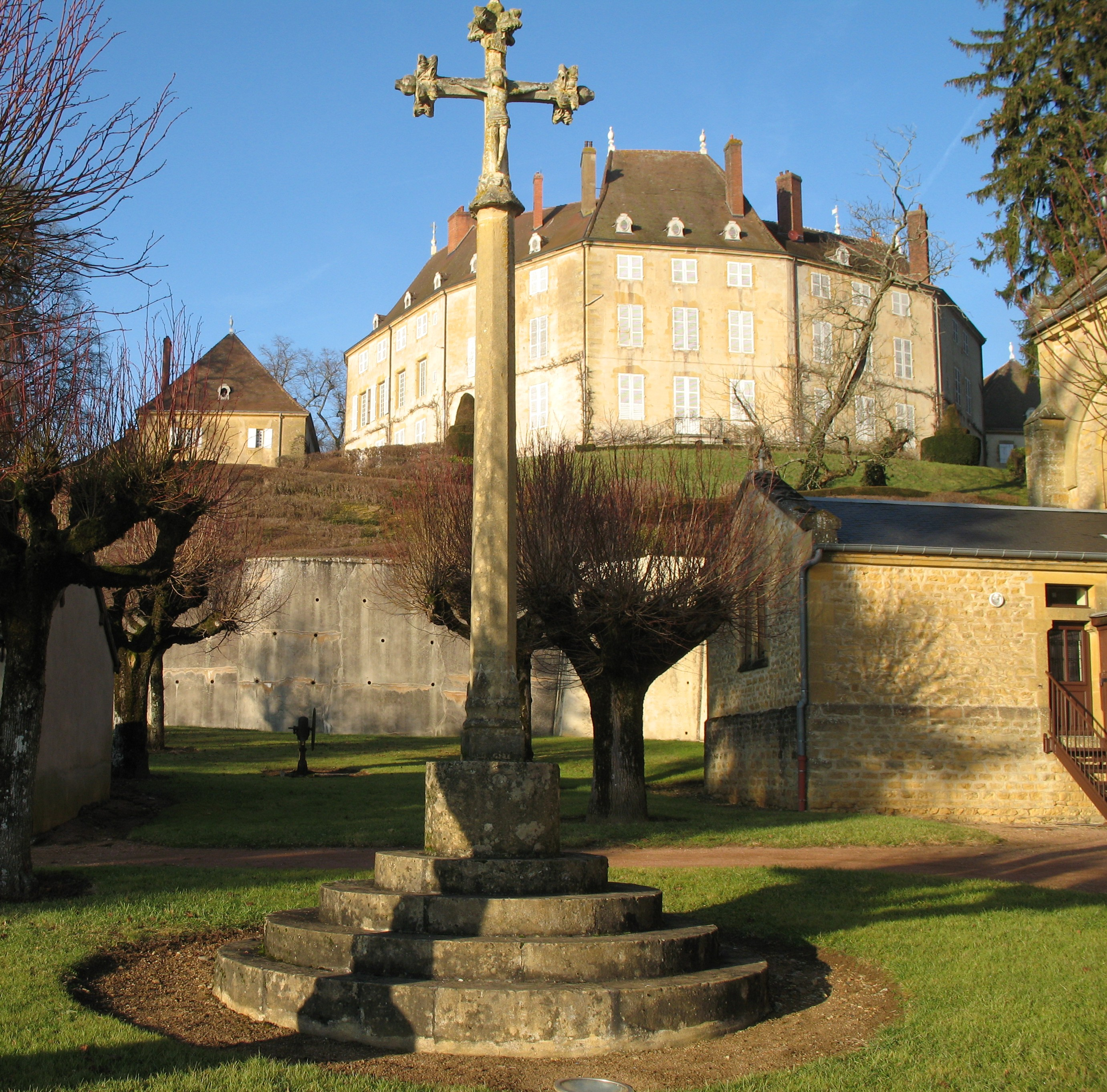
Le château de Lugny.
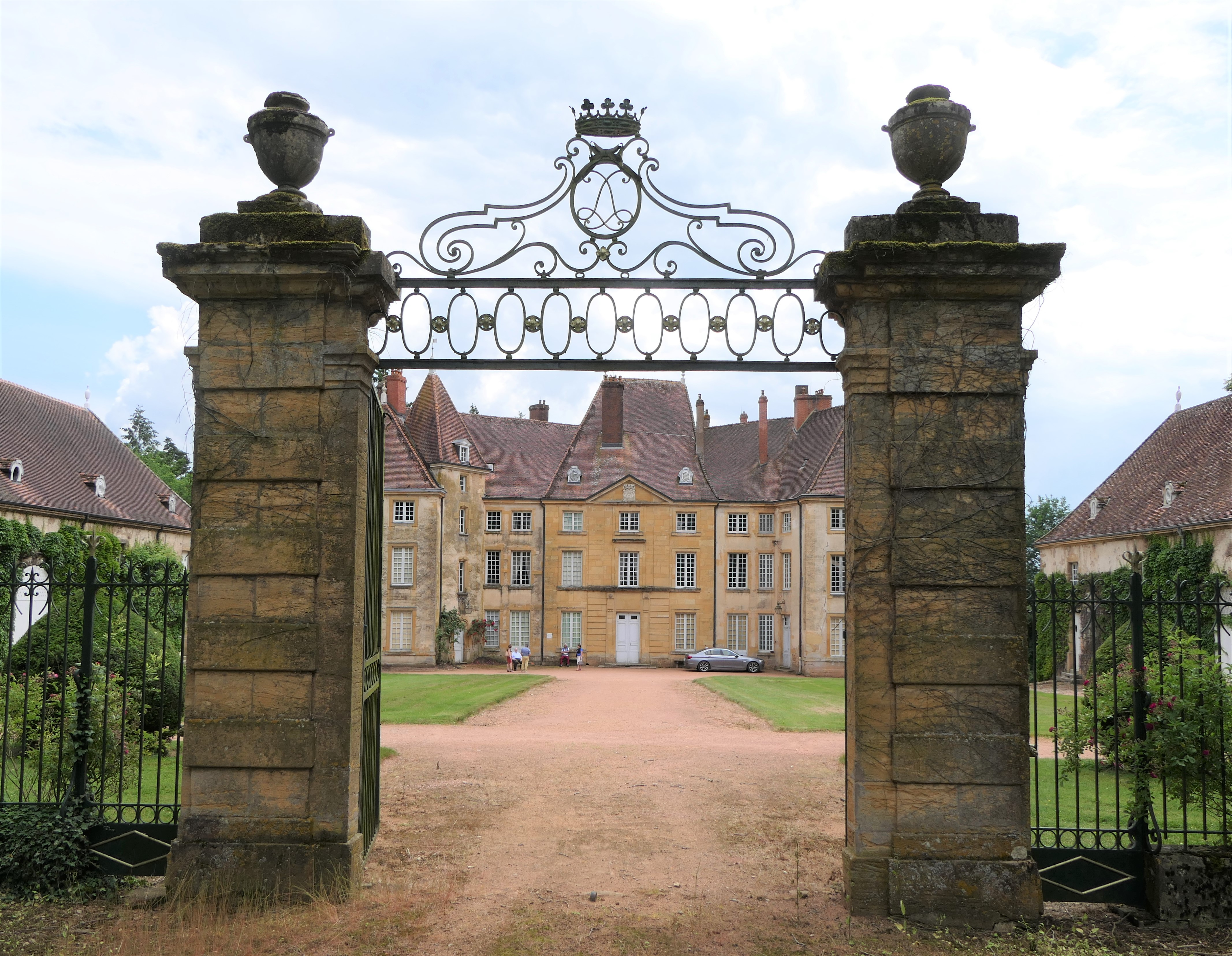
Entrée principale
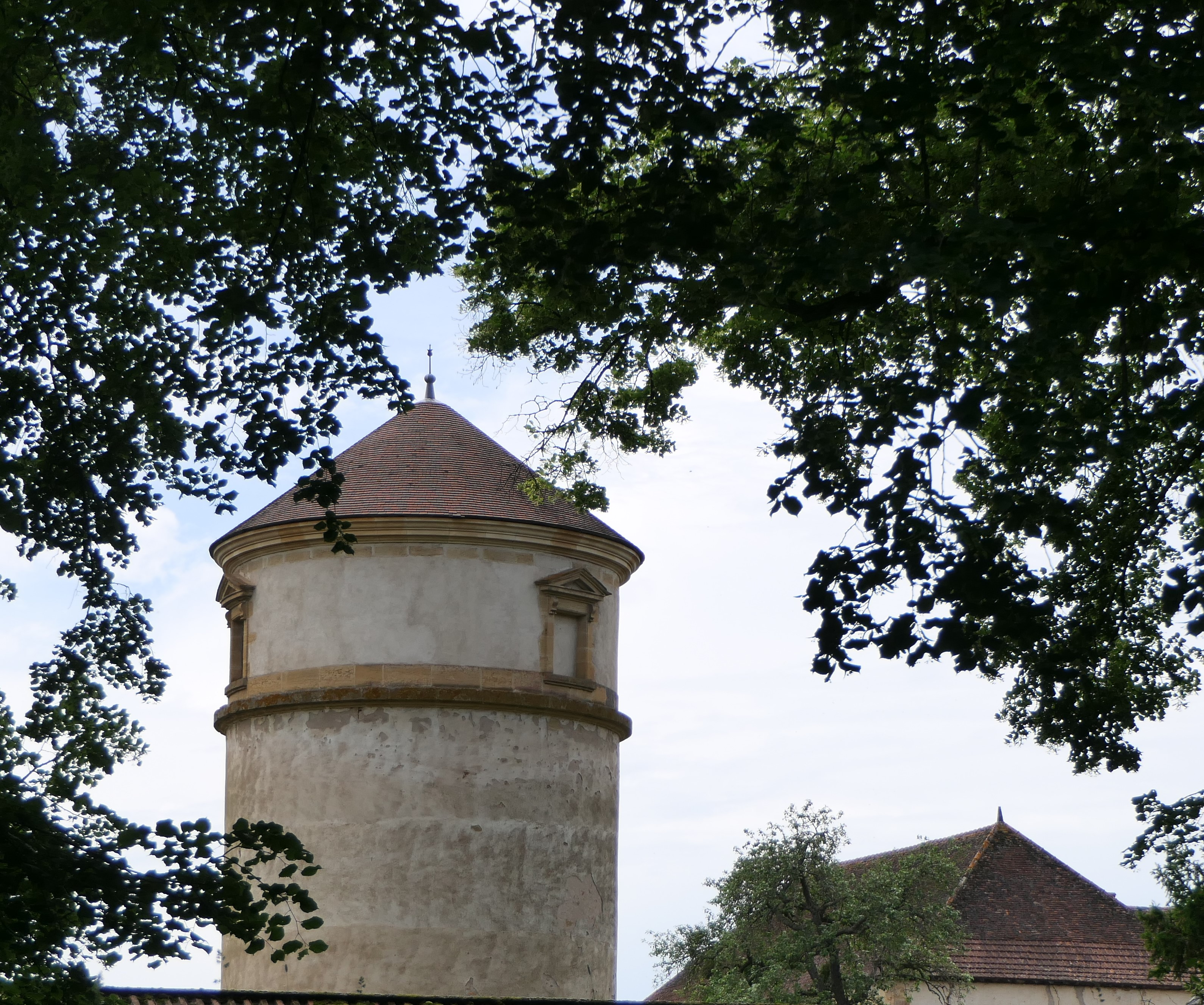
pigeonnier
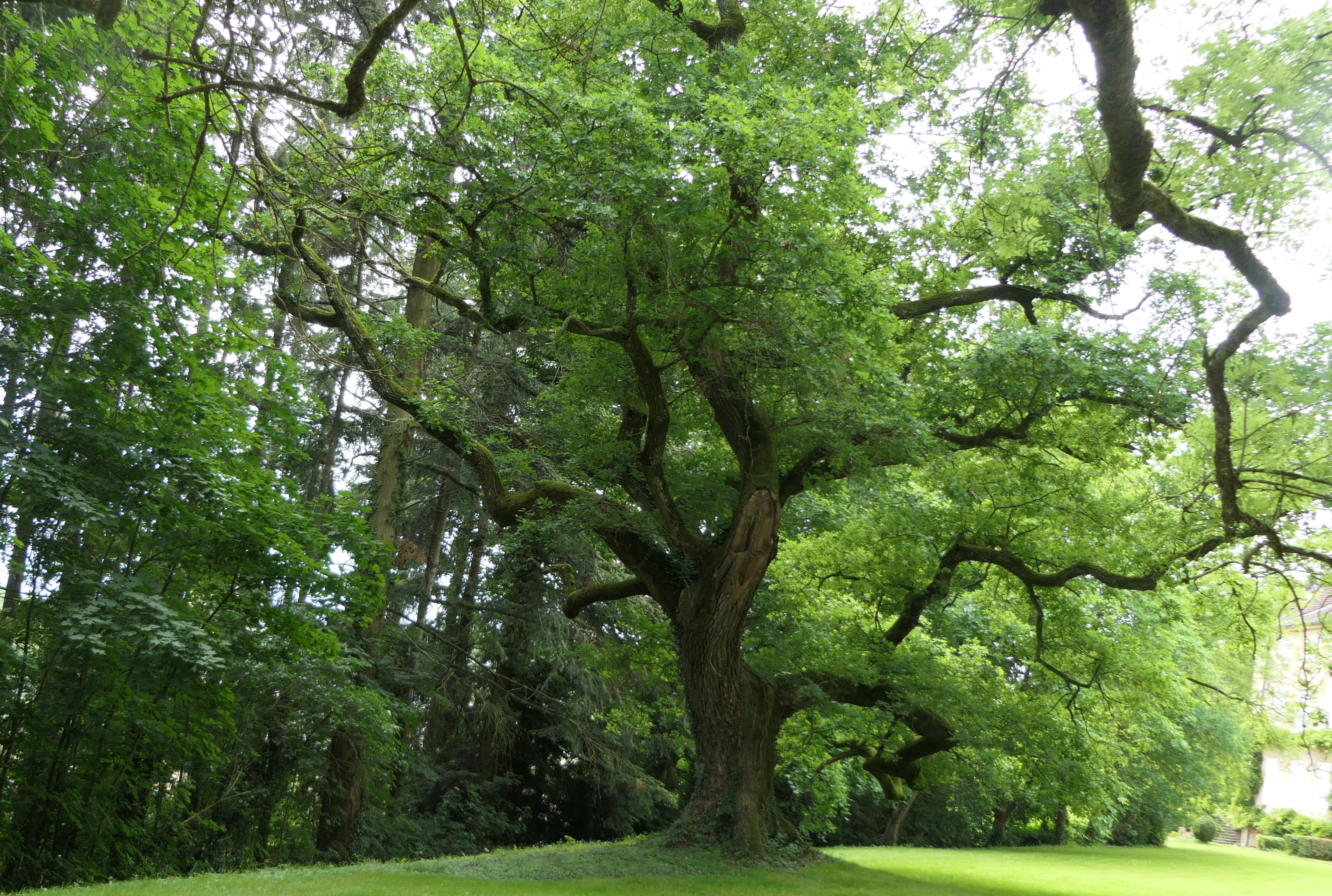
Arbre du parc du château